# Thomas Bouhail
Thomas Bouhail (Montfermeil, 3 luglio 1986) è un ginnasta francese di origine algerina.

## Biografia
Nato in Francia da genitori algerini, Thomas Bouhail iniziò la ginnastica a Villemomble, la sua città natale, all'età di sei anni. Molto più dotato della media, si dedicò allo studio dello sport a Aulnay-Sous-Bois, a dieci anni, prima di passare nel 2001 all'Institut national du sport, de l'expertise et de la performance (INSEP). Fu allora che iniziò la sua collaborazione con il suo allenatore Sébastien Darrigade.
Dopo le sue prime medaglie nazionali, ottenne la sua prima convocazione in nazionale francese a diciannove anni ai Giochi del Mediterraneo di Almería 2005, dove vinse medaglia di bronzo a squadre.
L'anno seguente vinse il suo primo titolo di campione di Francia nel corpo libero.
Nel 2007, dopo essersi aggiudicato una medaglia d'argento durante la fase di coppa del mondo di Parigi-Bercy, è diventato vice-campione d'Europa nel corpo libero ad Amsterdam, prima di vincere il suo primo titolo nazionale nel volteggio.
Il 18 agosto 2008, a soli ventidue anni, ha vinto la medaglia d'argento nel volteggio alle Olimpiadi di Pechino 2008: in gara ha ottenuto 16.537 punti, al pari del campione del mondo dell'epoca Leszek Blanik, ma il regolamento prevedeva che in caso di pari merito venisse privilegiato chi avesse ottenuto il maggior punteggio in finale. Durante questi giochi, terminò ottavo nella prova a squadre e fu finalista nella competizione individuale all-around.
Pochi mesi dopo le Olimpiadi, è diventato il primo francese a vincere la finale della Coppa del Mondo a Madrid nel volteggio.
Nella stessa specialità ha vinto un titolo mondiale (Rotterdam 2010) e due titoli europei (Milano 2009 e Berlino 2011).
A causa di un incidente in cui è incorso il 24 dicembre 2011, durante un allenamento, compromette la sua partecipazione ai Giochi della XXX Olimpiade (Londra 2012). A seguito di numerosi interventi chirurgici, dopo aver corso il rischio dell'amputazione della gamba, riesce a recuperare solo in parte la funzione deambulatoria, con la conseguenza di una probabile rinuncia alla carriera sportiva.